# マッカーニョ・コン・ピーノ・エ・ヴェッダスカ
マッカーニョ・コン・ピーノ・エ・ヴェッダスカ（伊: Maccagno con Pino e Veddasca）は、イタリア共和国ロンバルディア州ヴァレーゼ県にある、人口約2,500人の基礎自治体（コムーネ）。
コムーネ統廃合 (it:Fusione di comuni italiani) により、マッカーニョ、ピーノ・スッラ・スポンダ・デル・ラーゴ・マッジョーレとヴェッダスカが合併して2014年2月4日に発足した。

## 地理

### 位置・広がり

#### 隣接コムーネ
隣接するコムーネは以下の通り。括弧内のCH-TIはスイスティチーノ州、VBはヴェルバーノ・クジオ・オッソラ県所属。
- アグラ (マッカーニョ)
- Brissago (CH-TI)
- カンノービオ (VB)
- クリーリア・コン・モンテヴィアスコ (ヴェッダスカ)
- ドゥメンツァ
- Gambarogno (CH-TI)
- ルイーノ
- Ronco sopra Ascona (CH-TI),
- トロンツァーノ・ラーゴ・マッジョーレ

### 地震分類
イタリアの地震リスク階級 (it) では、4 に分類される
。

## 行政

### 分離集落
マッカーニョ・コン・ピーノ・エ・ヴェッダスカには、以下の分離集落（フラツィオーネ）がある。
- Armio, Biegno, Cadero, Campagnano, Caviggia, Entiglio, Garabiolo, Graglio, Lozzo, Monte Venere, Musignano, Monti di Pino, Orascio, Pianca, Piantonazzo, Pino sulla Sponda del Lago Maggiore, Ronchi, Sarangio, Veddo, Zenna